# ビルギット・フィニレ
ビルギット・フィニレ（Birgit Finnilä, 1931年1月20日 - ）は、スウェーデンのアルト歌手。
ファルケンベリの生まれ。イェーテボリでインガリル・リンデンに声楽を師事した後、ロンドン王立音楽院のロイ・ヘンダーソンの下で研鑽を積んだ。1963年にイェーテボリで歌手デビューを果たした。1966年にはロンドン、1967年にはドイツ、1968年にはアメリカへの演奏旅行をそれぞれ成功させ、国際的な名声を確立した。